# Stange
Stange este o comună din provincia Innlandet, Norvegia.